# 木村英夫
木村英夫（きむらひでお、明治42年3月20日 - 平成13年8月22日）は、日本の造園系都市計画家。日本都市計画学会名誉会員。都市計画学会はもとより,日本造園学会の名誉会員さらに日本造園修景協会の会長や顧問をつとめたほか,審議会関係では,歴史風土審議会,埼玉県都市計画審議会,群馬県都市計画審議会に関係し、活動の足跡を残す。また東京農業大学造園学科,東洋大学工学部,東京大学農学部や国土建設学院の非常動講師も歴任。　技術士。
戦時中は皇紀2600年記念事業に関係した神都計画や神宮関係施設等の計画,東京緑地計画に続く戦時体制下での防空を含む総合都市計画、戦後は戦災復興事業,昭和31年に制定された都市公園法の運用に当たり、埼玉県時代は江戸川の改修事業に関連した土地区画整理事業,国道17号バイパス計画,県立自然公園指定に尽力し1964年東京オリンピック関連施設計画でも力量を発揮。
氏が第二次世界大戦前後の期間において経験した都市計画の最前線は日本の都市計画史に欠くことのできないものを占めていたが、著書『都市防空と緑地空地』はそのバックデータとして高く評価されている。

## 人物
島根県浜田出身で、長男として生まれる。父は中学校の教師をしていた。
母は9歳の時に亡くなる。このため妹、弟とともに父方の農家に預けられ、田植えや畜牛、養蚕を手伝った。その後父親は神戸の甲南女学校に転任し西宮住まいになったために芦屋の旧制甲南中学校・甲南高等学校に学ぶ。進路は母方の叔父が医師だったので医学を希望していたが、父親の専門が植物博物学で自宅の本棚にある植物の本を読んでいる間に 自然に興味を持つようになった。進路決定の際、父の浜田中学の教え子だった西宮市土木課長から人を救うことなら市民の健康の保持に役立つ町の公園づくりはどうかというアドバイスもあって決定。東京帝国大学に進学。当時の東大農学部の志願者倍率は4倍くらいだったという。大学では丹羽鼎三に師事した。昭和8年に同大学農学部農学科を卒業し大学で1年間だけ副手をしたあとに内務省都市計画大阪地方委員会に2年の後に神宮司庁にも2年と就職難の折に事務嘱託で奉職。昭和12年からは内務技手となって内務省計画局都市計画課と防空総本部動務で終戦を迎える。
戦後は内務省国土局計画課勤務から戦災復興院計画局施設課→総理庁建設院都市局計画課→建設省都市局計画課と国の行政機関を経験してから昭和24年に埼玉県土木部計画課長に出向し都市計画の最前線を経験していたが県では秩父多摩国立公園の指定が昭和25年になされて周囲に県立自然公園を計画することになったため、昭和26年から31年まで県の計画観光課長も歴任した後の昭和32年に建設省計画局施設課長として国に戻りそこで足掛け五年間勤めたあとに、昭和36年から再び埼玉県に土木部長の要職に就任。官庁勤めを退いてからは埼玉県住宅供給公社專務理事や王子緑化株式会社技術顧問の他に沖縄熱帯植物管理株式会社取締役などを勤めている。

## 経歴
- 昭和8年、東京帝国大学農学部農科卒業。
- 昭和8年- 9年、東京帝国大学農学部副手嘱託。
- 昭和9年- 10年、大阪府庁及び都市計画大阪地方委員会勤務。
- 昭和10年- 11年、内務省 都市計画に関する事務取扱嘱託。
- 昭和11年- 12年、神宮司庁 臨時神宮施設調査事務嘱託。
- 昭和12年- 16年、内務技手 内務省計画局都市計画課。
- 昭和16年- 18年、内務省防空総本部。昭和18年- 20年、内務省防空総本部総務局疎開課勤務。
- 昭和14年- 20年、内務技師(兼)内務省防空研究所勤務。
- 昭和20年- 22年、内務省国土局計画課 勤務。
- 昭和21年- 22年、(兼)戦災復興院計画局施設課勤務。
- 昭和23年- 23年、総理庁建設院都市局計画課勤務。
- 昭和23年- 24年、建設省都市局計画課勤務。
- 昭和24年- 26年、埼玉県土木部計画課長。
- 昭和26年- 31年、埼玉県計画観光課長。
- 昭和32年- 36年、建設省計画局施設課長。
- 昭和36年- 40年、埼玉県土木部長。
- 昭和40年- 45年、埼玉県住宅供給公社専務理事。
- 昭和46年- 52年王子緑化株式会社技術顧問。
- 昭和55年- 平成6年、沖縄熱帯植物管理株式会社取締役。
- 昭和50年-  (財)日本造園修景協会顧問。
- 昭和59年- 平成7年(財)都市緑化基金理事。
- 平成3年- 平成7年(財)日本造園修景協会会長。

## 表彰等
- 昭和28年、江戸川改修に伴う宝珠花土地区画整理事業に貢献した功績により建設大臣表彰
- 昭和31年、埼玉県内都市計画事業及び観光事業の業績により埼玉県知事表彰
- 昭和41年、公園緑地事業の業績により建設大臣表彰
- 昭和51年、公園緑地北村賞を(社)日本公園緑地協会より受賞
- 平成11年(社)日本造園学会より上原敬二賞を受賞

## 主な著書等
「都市防空と緑地・空地」(H元 日本公園緑地協会) 「日本庭園の源流に多大の影響を及ぼしたと思われる韓国の 庭苑について」(S60 日本造園修景協会) 「日本公園緑地協会五十年史」共著(S61 日本公園緑地協会) 「造園修景大事典 全9巻」 共著,編集担当 (S55 同朋舎）など多数。